# Valler Tal

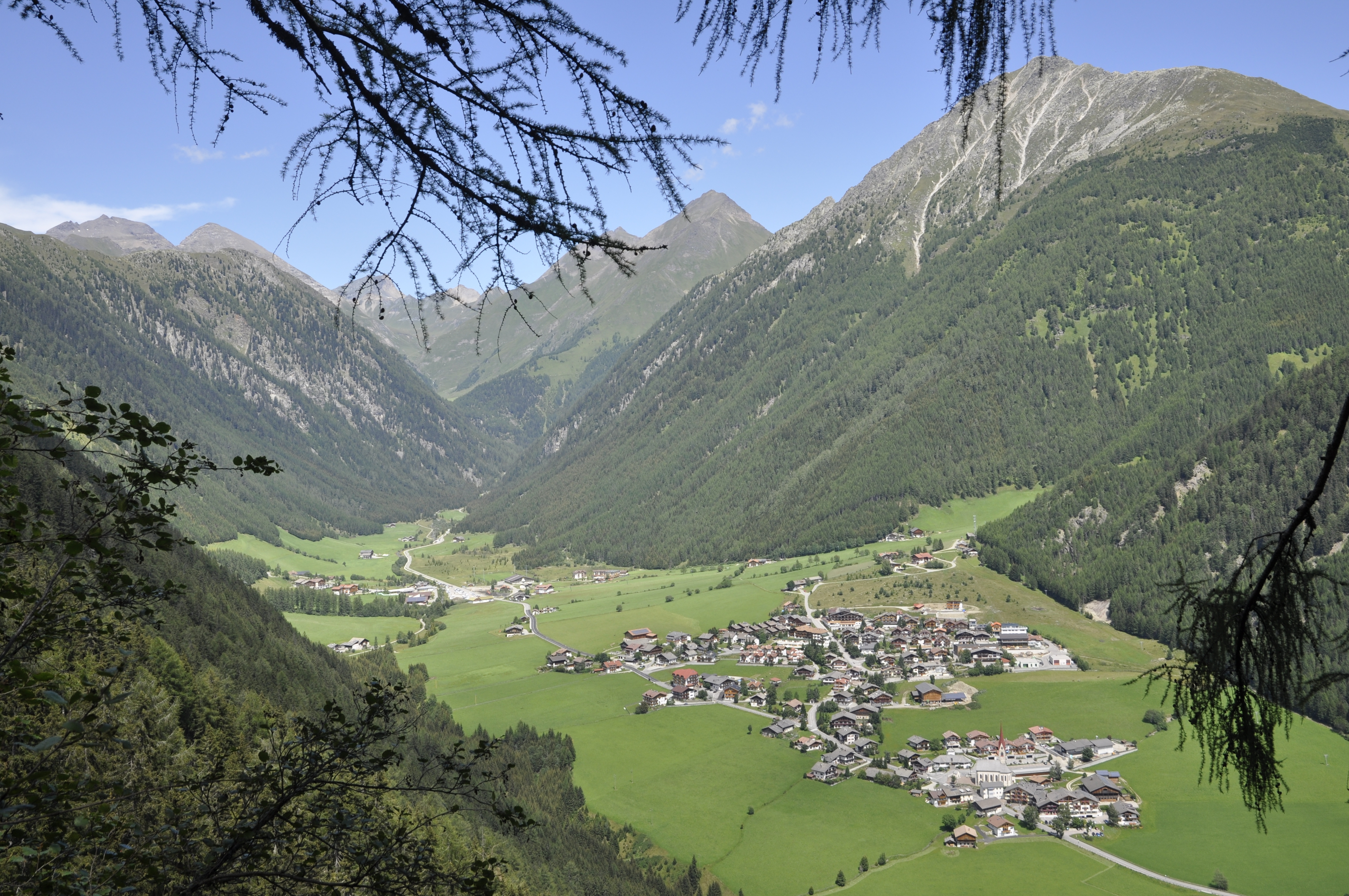
Das Valler Tal mit der Ortschaft Vals

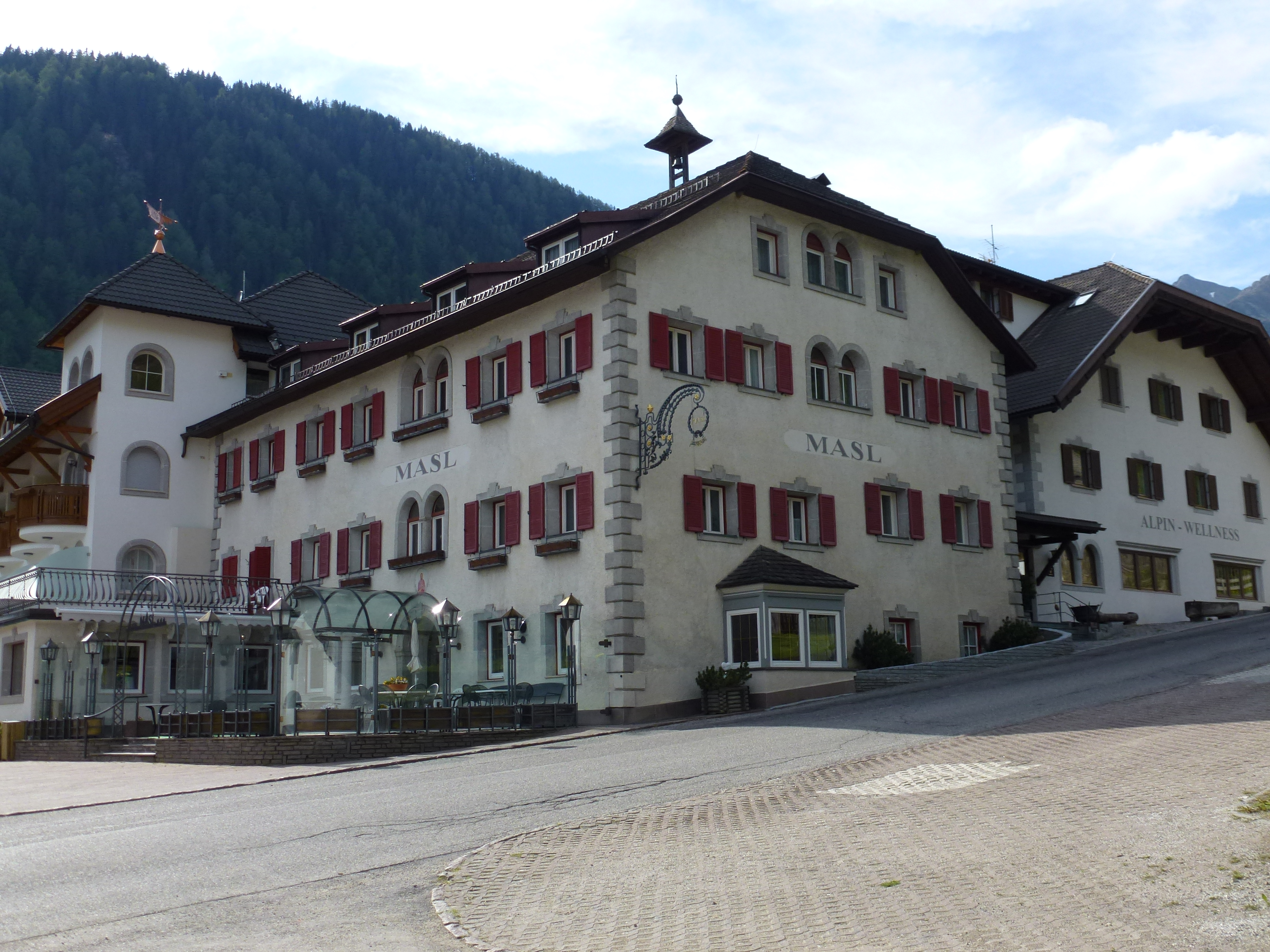
Vals

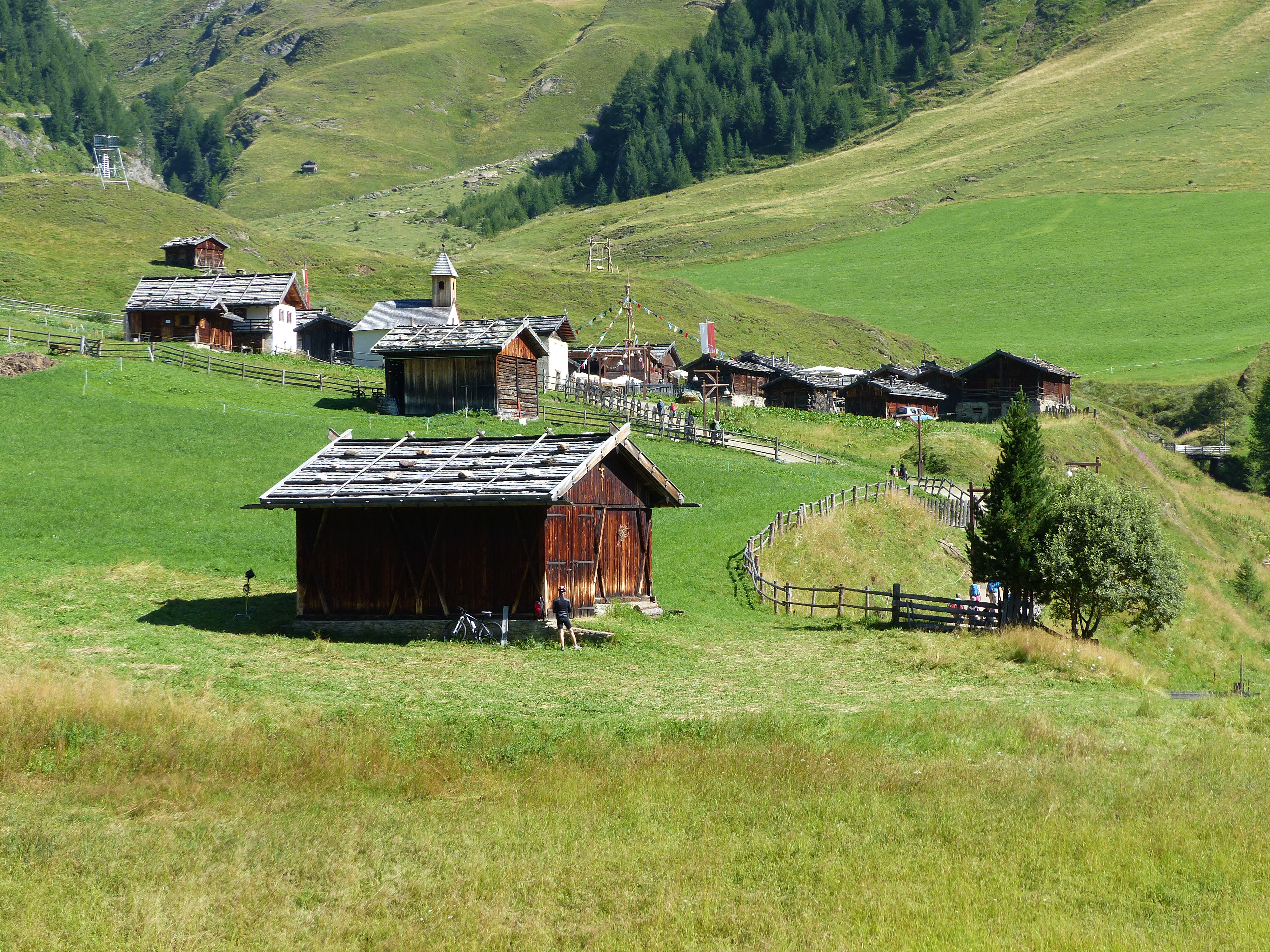
Fane Alm

Das Valler Tal (oft auch Valser Tal oder einfach Vals, italienisch Val di Valles) ist ein Tal in den Pfunderer Bergen, einer Untergruppe der Zillertaler Alpen in Südtirol (Italien).
Hauptort des Valler Tals ist der in einer Talweitung verstreut liegende Ort Vals (1350 m s.l.m.). Das Tal verläuft in Nord-Süd-Richtung und liegt westlich des parallel verlaufenden Pfunderer Tals. Das Valler Tal zweigt am Übergang vom Pustertal ins Eisacktal Richtung Norden ab (die Zuordnung dieses Abschnitts zu einer der beiden Talschaften variiert in den landeskundlichen Beschreibungen) und gehört zur Gänze zur Gemeinde Mühlbach. Es wird vom Valler Bach entwässert.
Vom Valler Tal zweigen zwei kleinere Hochtäler ab. Etwas südlich von Vals löst sich Richtung Nordosten das Altfasstal, an dessen Talende die drei Seefeldseen liegen. Außerdem zweigt im hinteren Valler Tal nach Westen das Tal des Seebachs ab, an dessen Ende der Wilde See liegt.
Im Bereich des Valler Tals liegen die Skigebiete Jochtal und Gitschberg und es gibt zahlreiche Langlaufloipen.
Ein bekanntes Ausflugsziel ist die Fane-Alm (knapp über 1700 m s.l.m.) im hinteren Valler Tal, ein Almdorf, das im Mittelalter als Lazarett für Pest- und Cholera-Kranke entstanden ist. Die nach Fane führende Fahrstraße ist auf den letzten fünf Kilometern in den Sommermonaten für den öffentlichen Verkehr gesperrt. Allerdings wird während dieser Zeit ein Shuttledienst angeboten.
Noch weiter hinten im Tal liegt am Pfunderer Höhenweg die Brixner Hütte (2307 m s.l.m.).

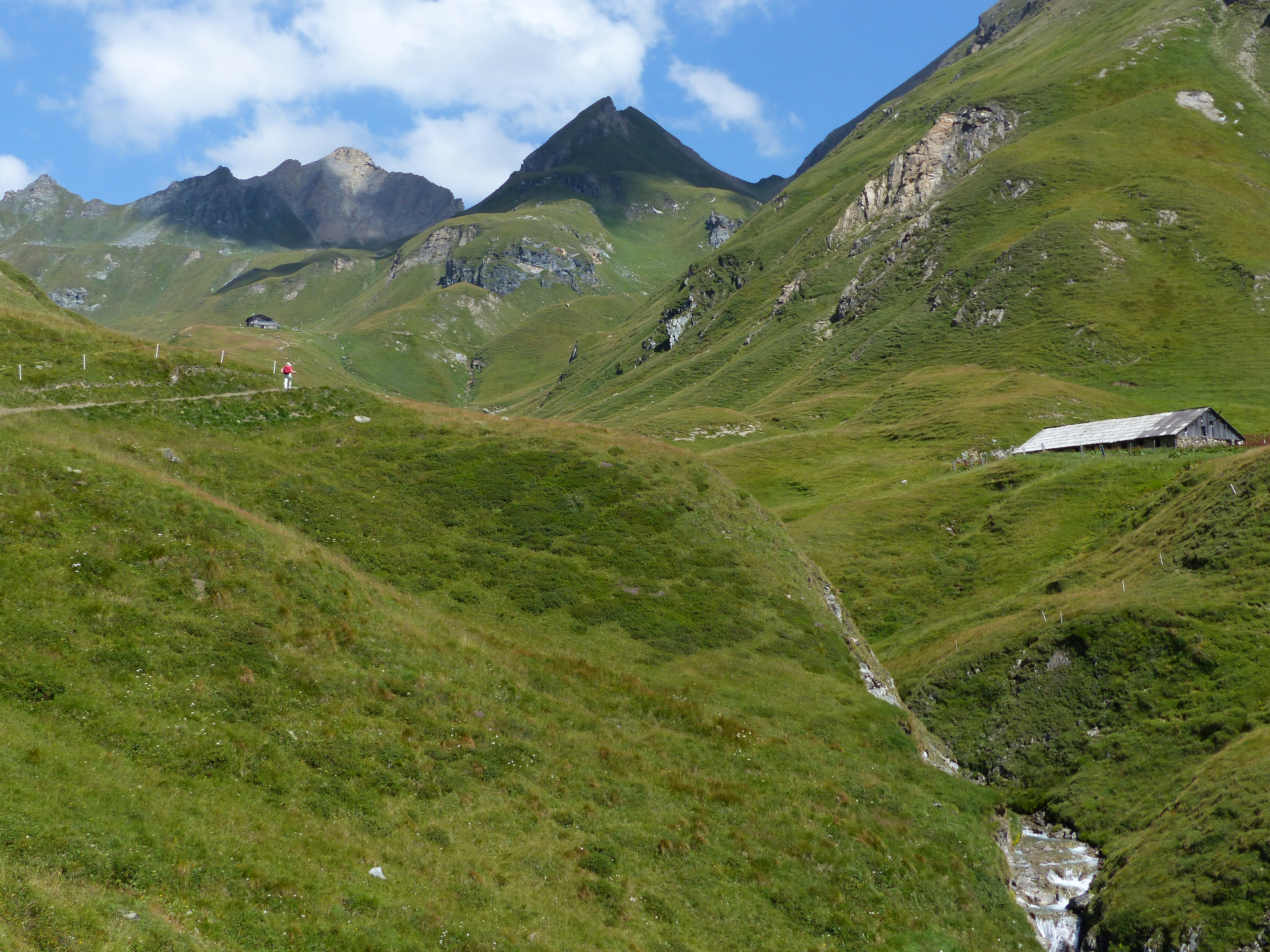
Pfannalm mit Brixner Hütte, Rübespitz und Pfannespitz
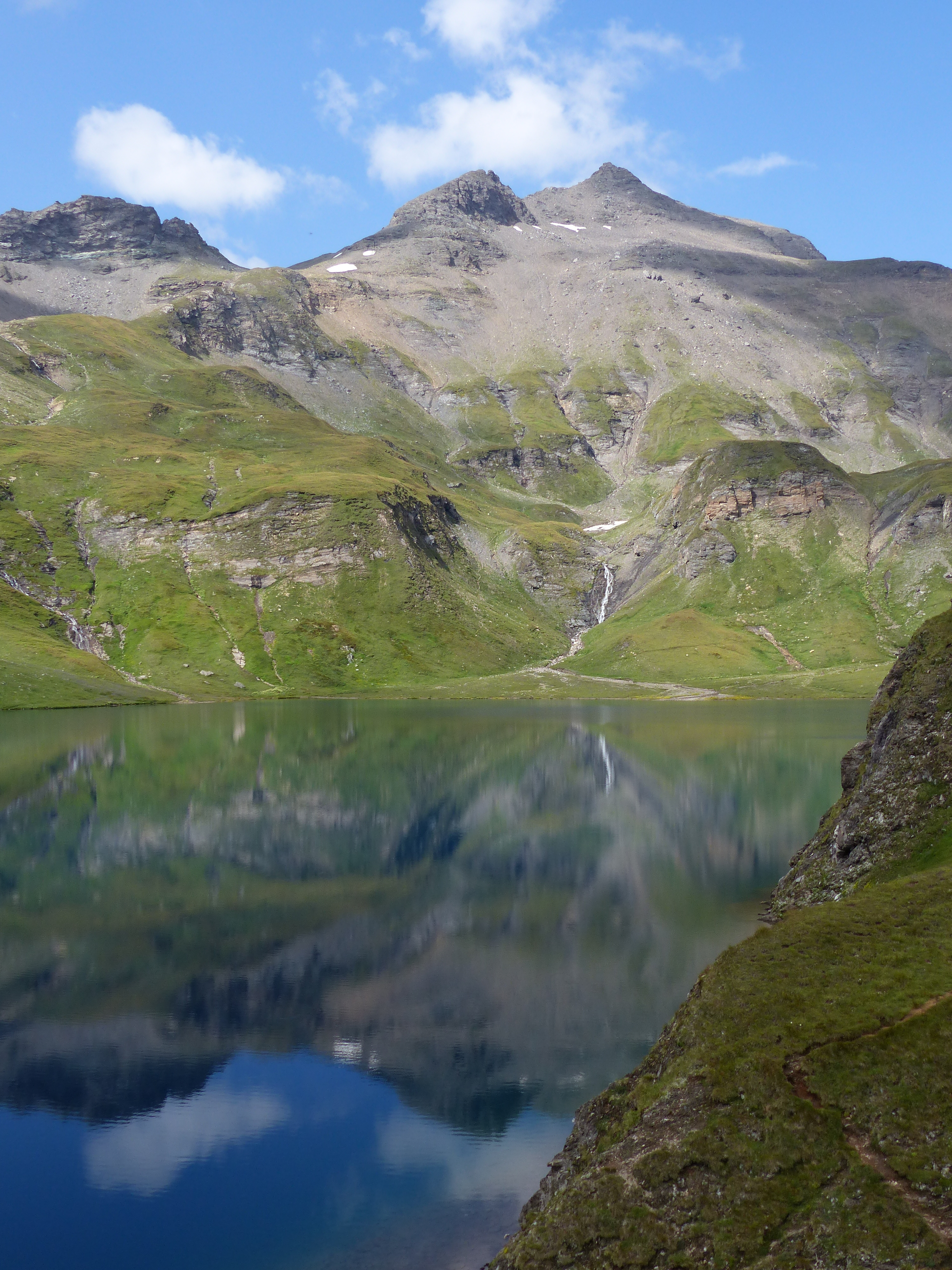
Wilder See mit Wilder Kreuzspitze
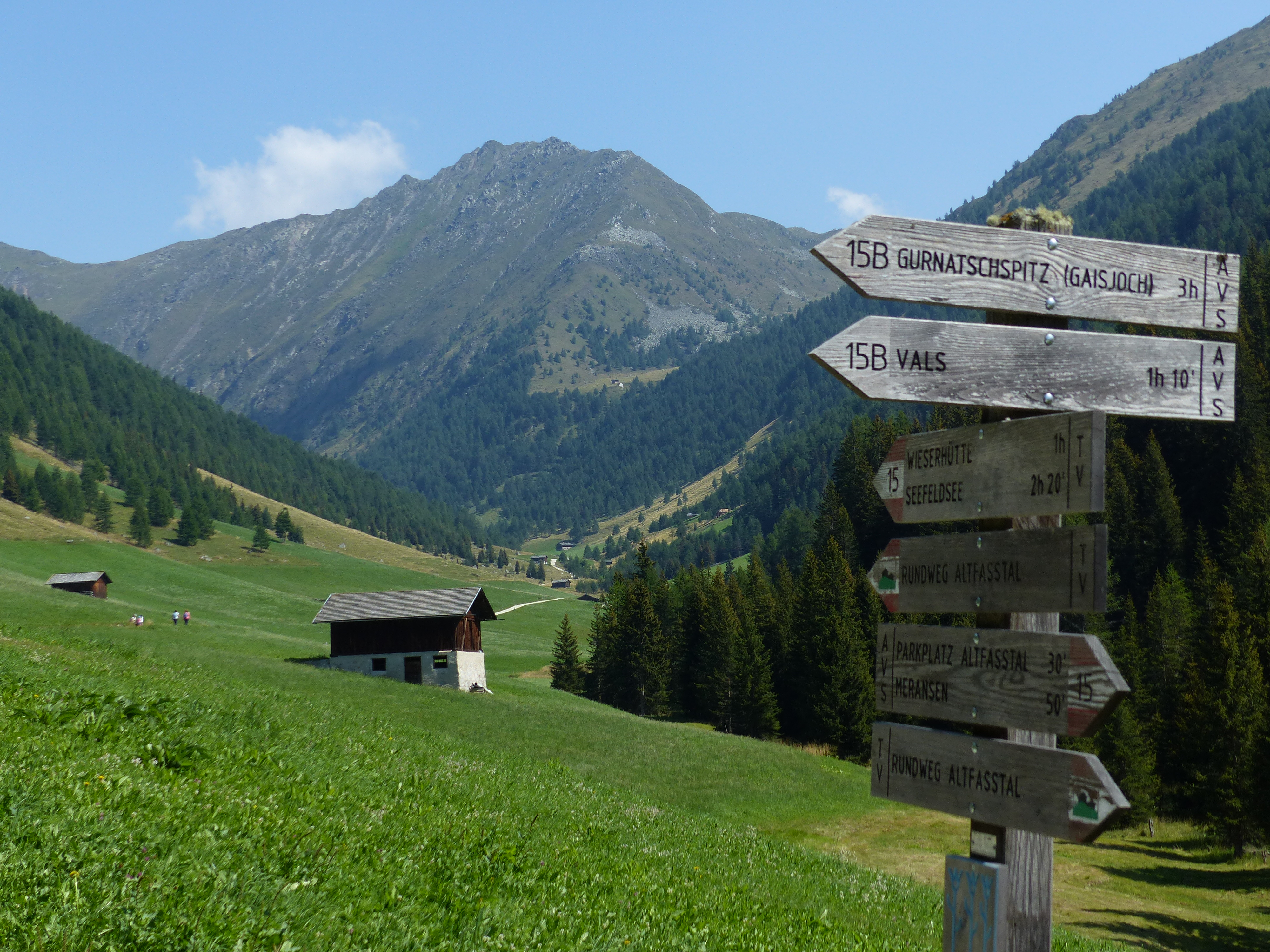
Altfasstal bei der Großberghütte mit Fallmetzer
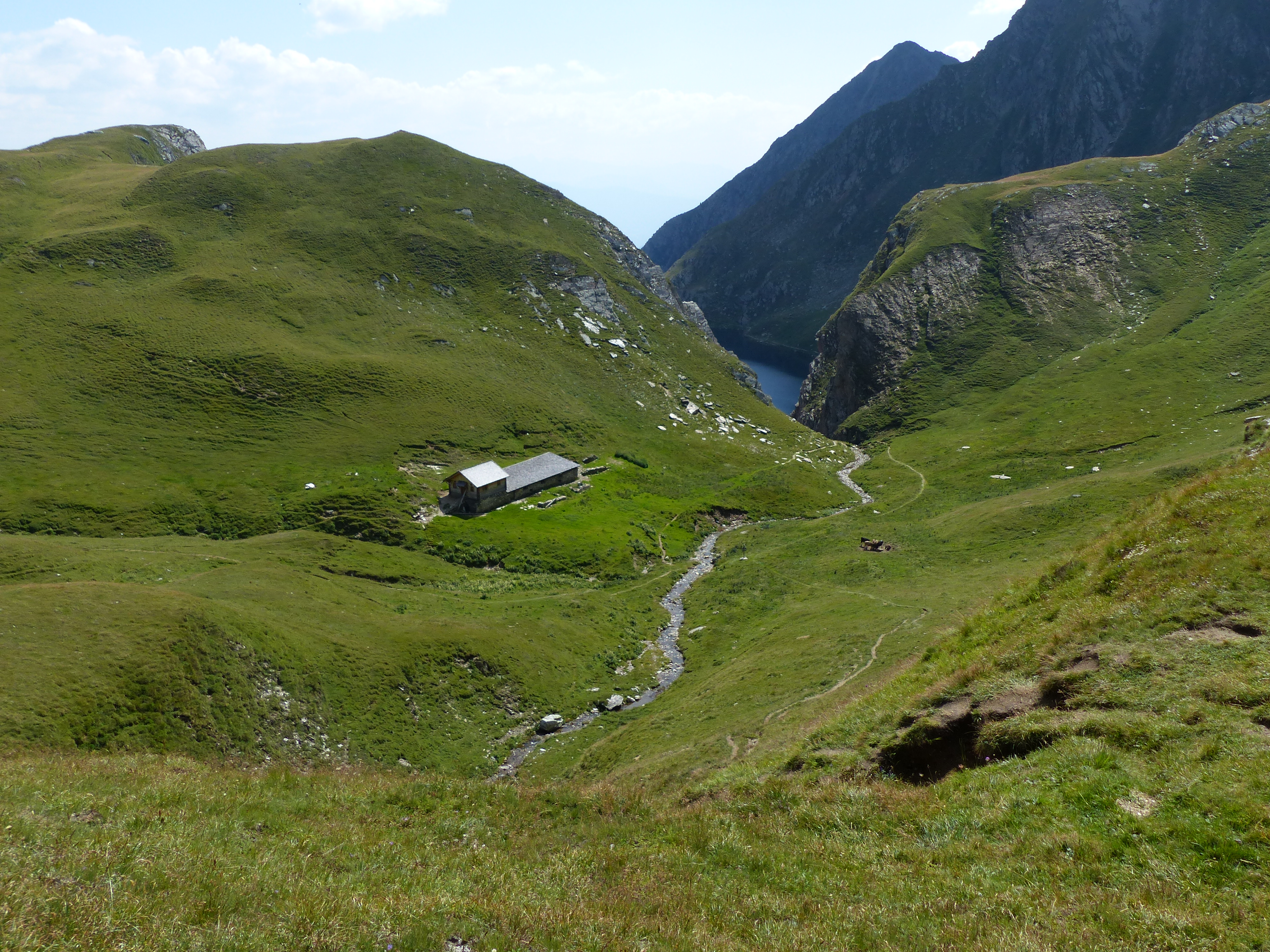
Seefeldalm mit Großem Seefeldsee